# 岩倉正和
岩倉 正和（いわくら まさかず、1962年 - ）は、日本およびアメリカ合衆国ニューヨーク州弁護士。東京都出身。TMI総合法律事務所所属（パートナー）。一橋大学大学院法学研究科教授。明治の元勲岩倉具視の6代目の子孫（昆孫）である。

## 人物
日本における代表的なM&A弁護士の一人。租税法や知的財産法を巡る訴訟も多く手がける。興銀税務訴訟、ブルドックソース事件、みずほホールディングスの設立、みずほ証券と新光証券の合併、みずほ証券を代理してジェイコム株大量誤発注事件による東京証券取引所に対する損害賠償請求、キヤノンのカートリッジ訴訟、三菱ウェルファーマと田辺製薬の合併、サーベラスによる西武ホールディングスに対するTOBのサーベラス側代理人など数々の著名な案件で活躍する。
大学で教鞭をとる他、講演活動やメディアでの発言も多い。ネット法の提言でも知られる。
2005年、第一東京弁護士会により懲戒処分（戒告）を受ける。その理由は、「懲戒請求者から土地購入、私道にガス管工事を自分はしたが他の共有者は拒否、誹謗中傷ビラを配布」というものであった（「自由と正義」2005年4月号）。
2014年、再度、日本弁護士連合会より、西村あさひ法律事務所の同僚、森倫洋、佐々木秀と共に懲戒処分（戒告）を受ける。その理由は、「自己が関係をしている訴訟の第1審判決について、自ら及び同僚弁護士が記載した同判決への批評記事を、出版社に働き掛けて匿名または編集部名義で法律雑誌に掲載させ、あたかも第三者が記載した批評記事であるかのように偽って記事を掲載させるとともに、同記事を同訴訟における控訴状に引用して、裁判官にあたかも第三者が記載した批評記事であることを前提とした主張立証活動をしようとした。」というものである（「自由と正義」2015年1月号)。
2019年、第一東京弁護士会より懲戒処分（業務停止2か月）を受ける(3回目)。その理由は「妻との離婚訴訟に先立って行われた離婚調停の期日で、妻と妻の代理人だった弁護士が、調停委員に対してなしたとする「彼が妻を一方的に攻撃し自分は悪くないというメールを長女に送付した」という発言が虚偽の発言であり名誉棄損にあたるとして、その発言の基本的部分が事実に基づくものであることを知りながら、懲戒制度を濫用する意図をもって、離婚訴訟係属中に妻の代理人だった弁護士を相手とする懲戒請求を行った」というものである（「自由と正義」2019年7月号）
。

## 経歴
- 1981年 開成高等学校卒業
- 1983年 旧司法試験合格
- 1984年 国際公務員Ⅰ種試験合格（大蔵省への内定も得る[8]）
- 1985年 東京大学法学部第1類卒業
- 1987年 司法修習修了（第39期）、弁護士登録（第一東京弁護士会）、西村眞田法律事務所（現西村あさひ法律事務所）入所
- 1992年-1993年 立教大学法学部講師（国際租税法）
- 1993年 ハーバード・ロー・スクールLL.M.課程修了
- 1994年 ニューヨークのディベボイス・アンド・プリンプトン法律事務所勤務
- 1994年 ニューヨーク州弁護士登録
- 1994年 アメリカ法曹協会 (ABA) 入会
- 1994年 ワシントンD.C.のアーノルド・アンド・ポーター法律事務所勤務
- 1996年 西村総合法律事務所（現西村あさひ法律事務所）パートナー就任
- 1996年-1997年 立教大学法学部講師（国際租税法担当）
- 1996年-1997年 横浜国立大学大学院国際経済法学研究科非常勤講師（国際租税法担当）
- 1997年-1998年 北海道大学大学院法学研究科非常勤講師（国際取引法担当）
- 1998年-1999年 立教大学法学部講師（国際租税法担当）
- 2000年-2007年 日本スポーツ振興くじ株式会社監査役
- 2000年- ジェット証券株式会社監査役
- 2002年 西村総合法律事務所経営会議メンバー就任
- 2004年- 株式会社ICJ監査役
- 2004年- 一橋大学法科大学院ビジネスローコース講師（金融法担当）
- 2005年-2007年 京都大学大学院法学研究科講師（租税法担当）
- 2005年- 株式会社カカクコム監査役
- 2005年- 第一東京弁護士会により懲戒処分（戒告）
- 2006年- 一橋大学大学院国際企業戦略研究科教授（会社法・M&A法担当）
- 2006年-2008年 株式会社ファンケル社外取締役
- 2007年-2008年 ハーバード・ロー・スクール客員教授（三菱講座秋期、日本法研究）
- 2008年- 株式会社カカクコム・フィナンシャル社外監査役
- 2008年- 株式会社ウェザーニューズ独立委員会委員
- 2009年- 株式会社カカクコム社外取締役
- 2013年-2014年 ハーバード・ロー・スクール客員教授
- 2017年1月1日- TMI総合法律事務所に移籍[9][2]